# Thüringer Küche

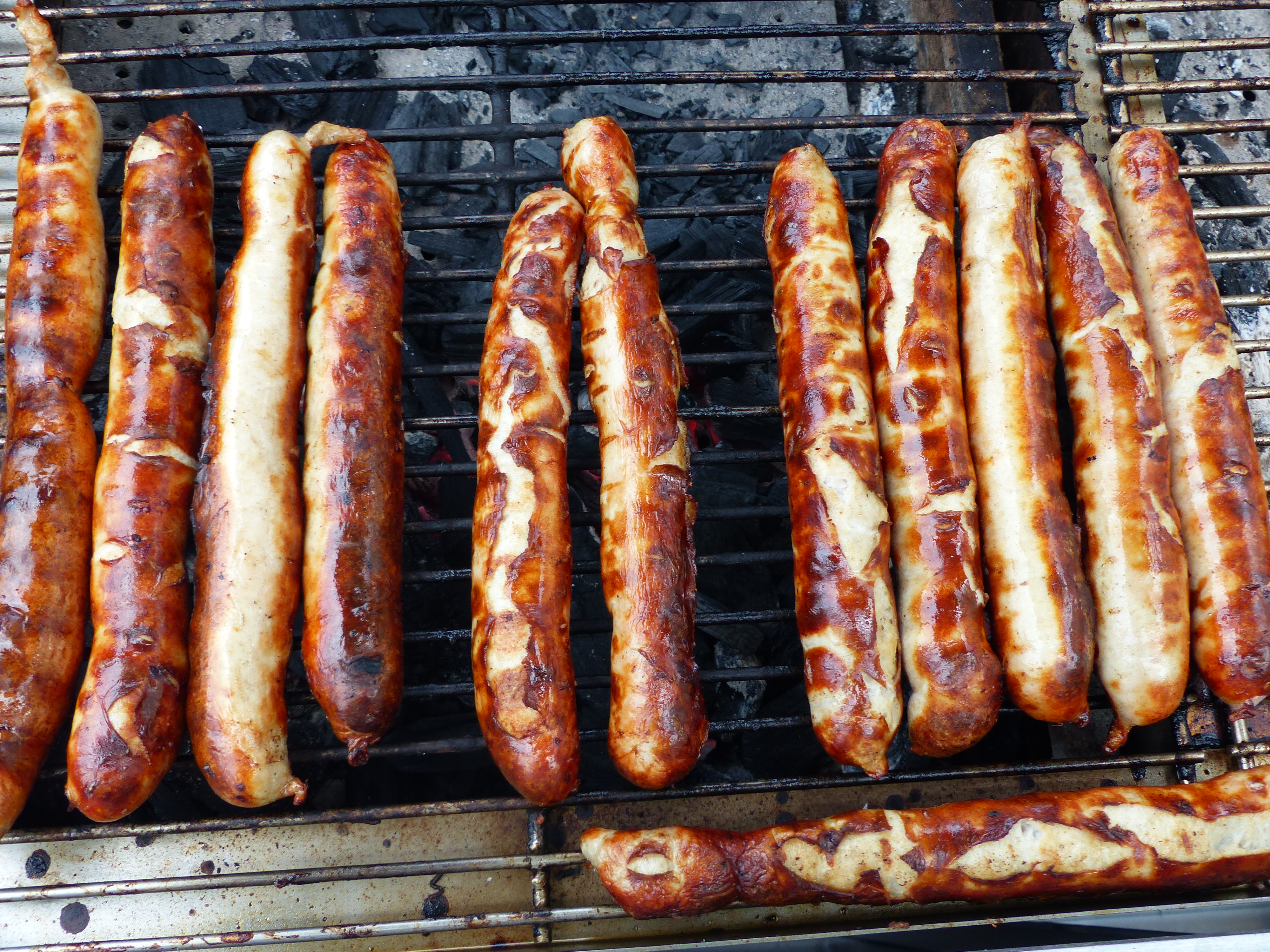
Thüringer Rostbratwurst auf einem Holzkohlegrill

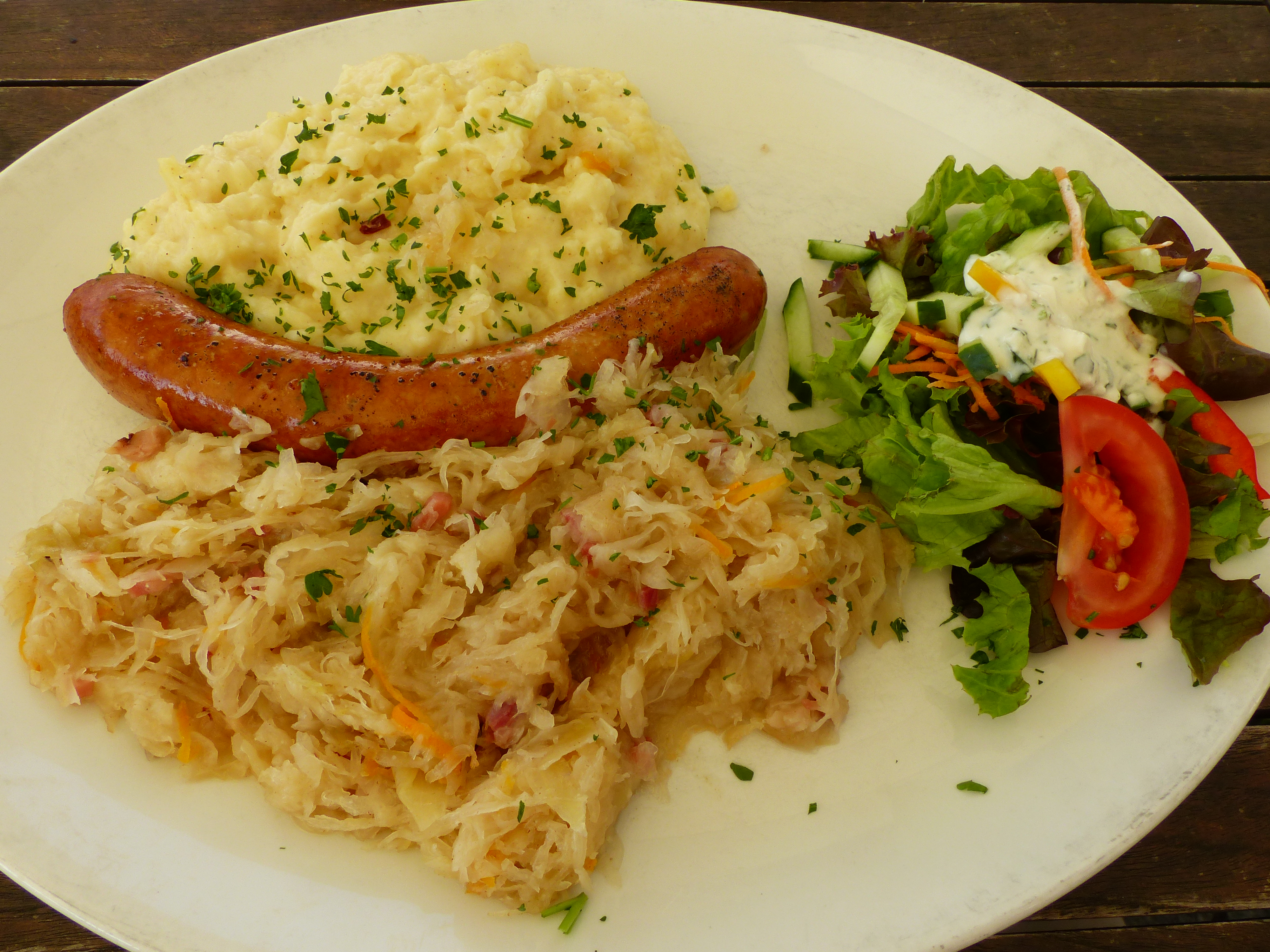
Thüringer Rostbratwurst mit Sauerkraut und Kartoffelbrei

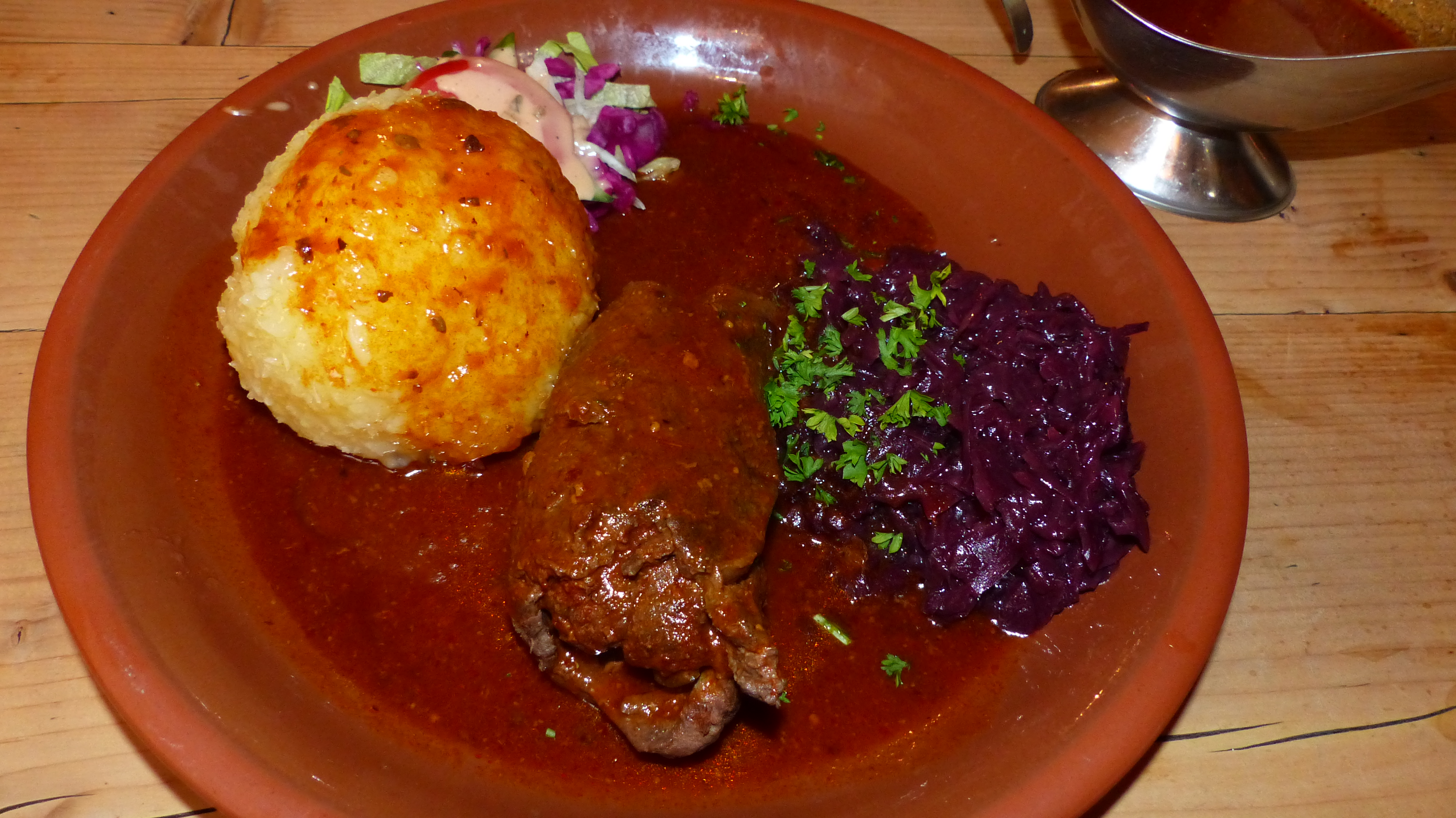
Rinderroulade mit Rotkohl und Kloß

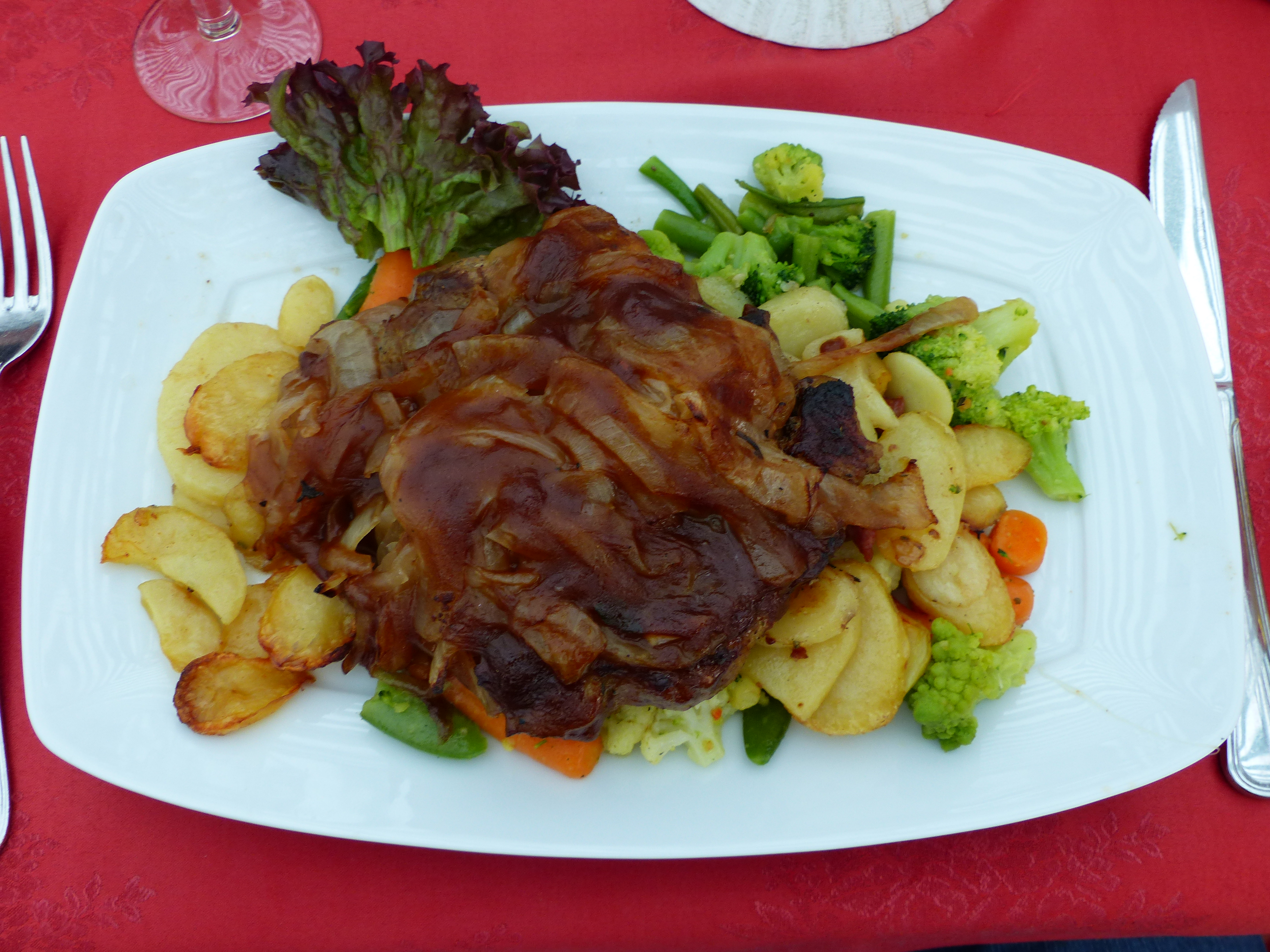
Thüringer Rostbrätel

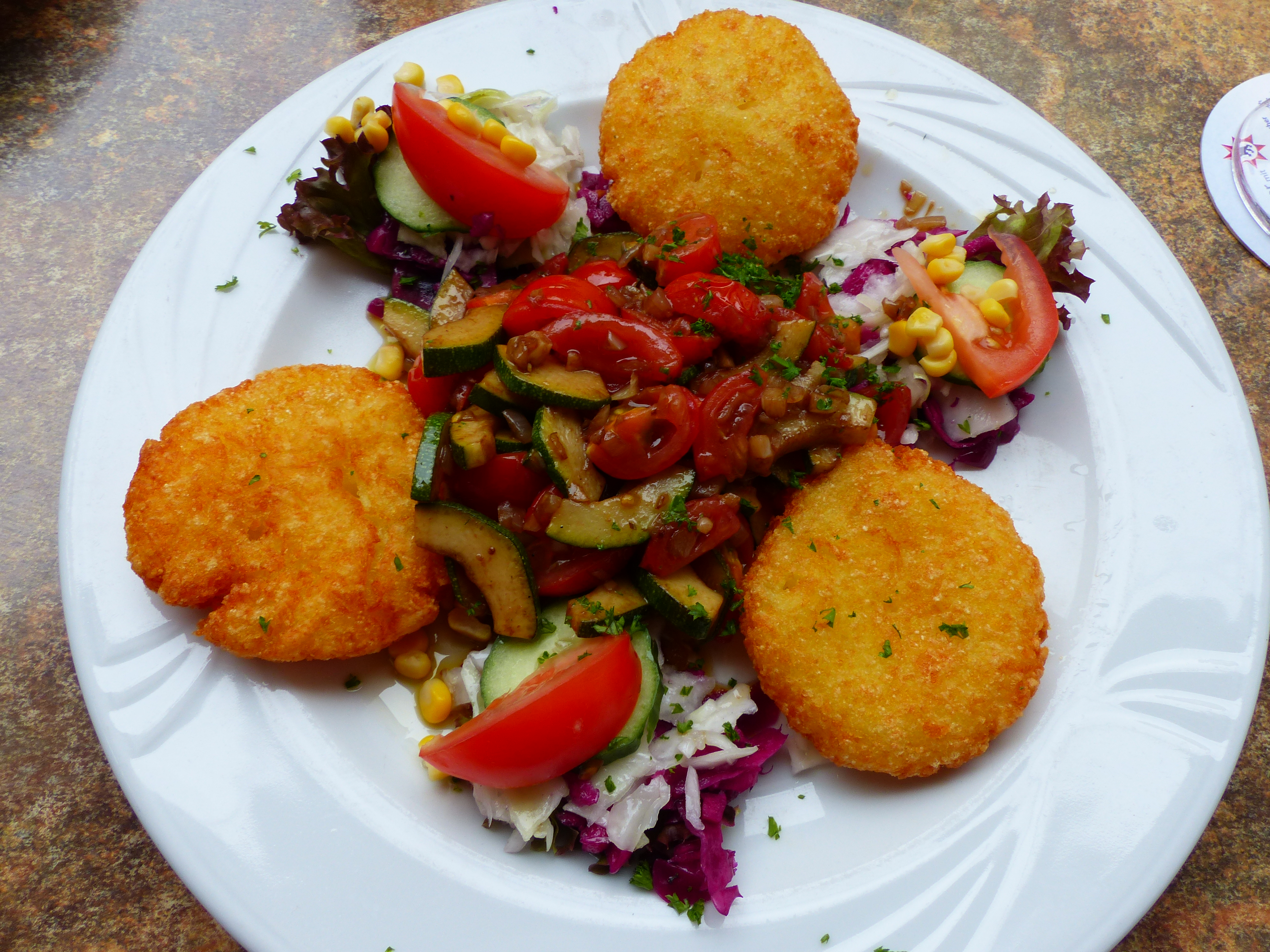
Gebackene Kloßscheiben

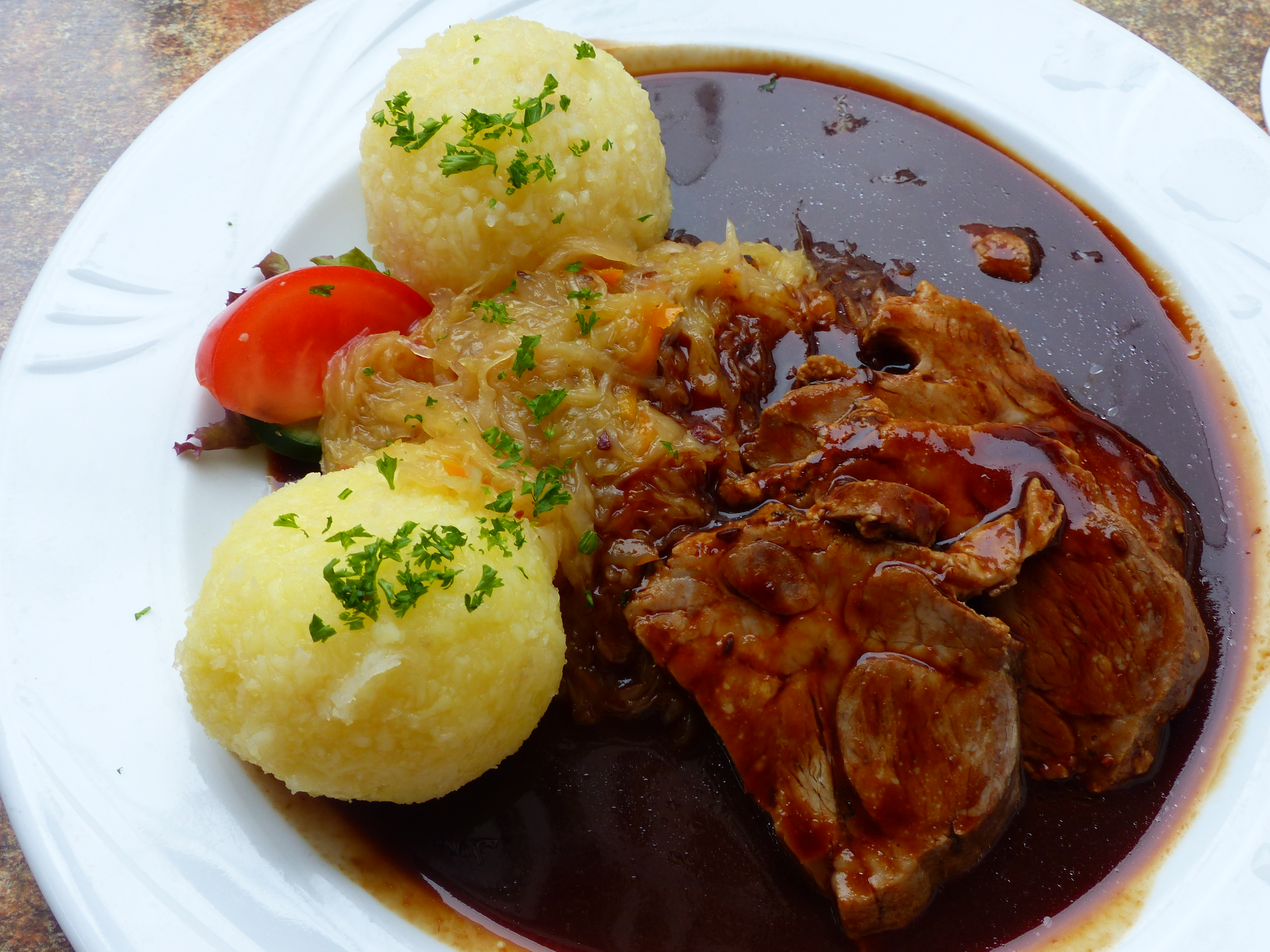
Köstritzer Schwarzbierbraten mit Klößen

Als Thüringer Küche bezeichnet man in der Gastronomie die Kochtradition aus dem Thüringer Kulturraum. Die Küche gilt als bodenständige Hausmannskost und wird durch sehr fleischbetonte, aber auch fruchtige Gerichte dominiert. Ihr Ursprung ist einerseits im Waldreichtum des Landes Thüringen, andererseits durch die fruchtbaren Obst- und Gemüseanbaugebiete in der Mitte des Landes geprägt. Bekannteste Gerichte sind die Thüringer Klöße aus Kartoffeln, die als Nationalgericht der Thüringer gelten, und die Thüringer Rostbratwurst. Eine wichtige Rolle spielen außerdem Wurst- und Wildspezialitäten. Thüringen ist Sitz verschiedener Brauereien, so z. B. derjenigen in Gotha, Altenburg, Apolda und in Bad Köstritz.
Die Küche Thüringens stellt heute noch eine reichhaltige und eher schwere Küche dar. Dies rührt von dem Umstand her, dass Thüringen seit Ewigkeiten von der arbeitsreichen Landwirtschaft und dem harten Bergbau und Forstwesen geprägt ist. Entsprechend kräftig sind die Mahlzeiten unter Einsatz von viel Fleisch und gehaltvollen Soßen. Der Pro-Kopf-Verbrauch an Fleisch und Wurstwaren zählt zu den höchsten in Deutschland.
Das klassische Sonntags- und Festessen sind Thüringer Klöße mit Apfelrotkohl, Rinderrouladen und einer fetten Bratensoße, dazu wird Pilsener oder Schwarzbier getrunken. Überhaupt spielt Fleisch auch heute noch eine herausgehobene Rolle, beliebt sind vor allem Thüringer Rostbratwurst und Schmöllner Mutzbraten. Auch ist der Verzehr von rohem Fleisch als Gehacktem traditionell sehr hoch.

## Kuchen
Eine weitere Besonderheit ist der Kuchen. Während man in den länger vom bürgerlichen Stadtleben geprägten Gebieten in Sachsen, Württemberg und dem Rheinland schon immer auf die aus Frankreich stammenden Torten (frz. tarte) und süße Teilchen setzte, hat sich in Thüringen der einfache Blechkuchen erhalten. Bis heute setzt sich diese Tradition in regionalen Besonderheiten fort. So bekommt man in Thüringer Bäckereien fast ausschließlich Blechkuchen. Auf den Dörfern wird teilweise heute noch der Gemeinschaftsbackofen angeheizt, um Kuchen zu backen, der anschließend verteilt wird. Bei größeren Anlässen wie Taufen, runden Geburtstagen und Konfirmationen wird eine Backfrau beauftragt. Wer nicht mindestens 10–15 verschiedene Kuchensorten vorweisen kann, gilt als geizig. Überdies gehören zu einer Feier zweimal Kaffeetrinken, eines wie üblich am Nachmittag, das andere jedoch erst nach Mitternacht. Zu dieser Zeit wird die Festgesellschaft wieder mit Kuchen und starkem Kaffee aufgemuntert. Zudem wird mehr gebacken, als bei der Feier selbst verbraucht wird, um genug für die obligatorischen Kuchenpakete für Gäste, Nachbarn und Freunde im Ort zu haben. Kuchen spielt ebenso bei unerfreulichen Anlässen eine Rolle. Trauergesellschaften veranstalten Kaffeetrinken mit großen Mengen von Kuchen nach Begräbnissen.
- Detscher
- Prophetenkuchen
- Schmandkuchen
- Zwiebelkuchen

## Bekannte Gerichte
- Bierbraten, Bierfleisch
- Biersuppe
- Gebackene Kloßscheiben
- Geschmink
- Hefeklöße mit Heidelbeeren
- Kartoffelpuffer
- Mahl-Zamette
- Saalfelder Detscher
- Sauerbraten
- Schmöllner Mutzbraten
- Thüringer Klöße
- Thüringer Rostbrätel
- Thüringer Rostbratwurst
- Thüringer Rotwurst
- Topfbraten
- Wickelklöße in Petersiliensoße
- Gehacktesstippe

## Wurst, Käse und Brotaufstriche
- Altenburger Ziegenkäse
- Eichsfelder Feldgieker
- Milbenkäse